# Gran Premi d'Alemanya del 2001
Resultats del Gran Premi d'Alemanya de Fórmula 1 de la temporada 2001, disputat al circuit de Hockenheimring el 29 de juliol del 2001.

## Resultats
| Pos | No | Pilot                | Equip              | Voltes | Temps/ Retirada         | Pos. de sortida | Punts |
| --- | -- | -------------------- | ------------------ | ------ | ----------------------- | --------------- | ----- |
| 1   | 5  | Ralf Schumacher      | Williams - BMW     | 45     | 1' 18. 17. 873          | 2               | 10    |
| 2   | 2  | Rubens Barrichello   | Ferrari            | 45     | + 46.117 s              | 6               | 6     |
| 3   | 10 | Jacques Villeneuve   | BAR - Honda        | 45     | + 1' 02.806 min.        | 12              | 4     |
| 4   | 7  | Giancarlo Fisichella | Benetton - Renault | 45     | + 1' 03.477 min.        | 17              | 3     |
| 5   | 8  | Jenson Button        | Benetton - Renault | 45     | + 1' 05.454 min.        | 18              | 2     |
| 6   | 22 | Jean Alesi           | Prost - Acer       | 45     | + 1' 05.950 min.        | 14              | 1     |
| 7   | 9  | Olivier Panis        | BAR - Honda        | 45     | + 1' 17.527 min.        | 13              |       |
| 8   | 15 | Enrique Bernoldi     | Arrows - Asiatech  | 44     | + 1 Volta               | 19              |       |
| 9   | 14 | Jos Verstappen       | Arrows - Asiatech  | 44     | + 1 Volta               | 20              |       |
| 10  | 21 | Fernando Alonso      | Minardi - European | 44     | + 1 Volta               | 21              |       |
| Ret | 12 | Jarno Trulli         | Jordan - Honda     | 34     | Hidràulics              | 10              |       |
| Ret | 4  | David Coulthard      | McLaren - Mercedes | 27     | Motor                   | 5               |       |
| Ret | 20 | Tarso Marques        | Minardi - European | 26     | Caixa canvi             | 22              |       |
| Ret | 6  | Juan Pablo Montoya   | Williams - BMW     | 24     | Motor                   | 1               |       |
| Ret | 1  | Michael Schumacher   | Ferrari            | 23     | Pressió del combustible | 4               |       |
| Ret | 23 | Luciano Burti        | Prost - Acer       | 23     | Virolla                 | 16              |       |
| Ret | 17 | Kimi Räikkönen       | Sauber - Petronas  | 16     | Paliers                 | 8               |       |
| Ret | 18 | Eddie Irvine         | Jaguar - Cosworth  | 16     | Pressió del combustible | 11              |       |
| Ret | 3  | Mika Häkkinen        | McLaren - Mercedes | 13     | Motor                   | 3               |       |
| Ret | 11 | Ricardo Zonta        | Jordan - Honda     | 7      | Col·lisió               | 15              |       |
| Ret | 16 | Nick Heidfeld        | Sauber - Petronas  | 0      | Col·lisió               | 7               |       |
| Ret | 19 | Pedro de la Rosa     | Jaguar - Cosworth  | 0      | Col·lisió               | 9               |       |

## Altres
- Pole: Juan Pablo Montoya 1' 38. 117

- Volta ràpida: Juan Pablo Montoya 1' 41. 808 (a la volta 20)